# Smash
Smash és una sèrie musical americana, originària de la cadena NBC, que tracta el món que hi ha darrere dels escenaris dels teatres del carrer Broadway a Nova York. Va ser creada per Theresa Rebeck amb Steven Spielberg com un dels productors executius. Les productores darrere d'aquest projecte van ser Dreamworks Television i Universal Television.
La primera temporada de la sèrie va ser estrenada el 6 de febrer del 2012, i va acabar el 14 de maig del 2012. La segona temporada es va iniciar al 5 de febrer del 2013 i va acabar el 26 de maig del 2013. Tot i així, va ser cancel·lada el dia 10 de maig del 2013, tot i haver rebut bones crítiques, premis Emmy i nominacions als Globus d'or i als Grammy.

## Argument
La història gira entorn del món de Broadway i de la vida dels integrants d'un musical que acaba de néixer. Per una banda, hi ha la Julia Houston (Debra Messing), guionista a qui, juntament amb Tom Levitt (Christian Borle), compositor, se'ls hi acut un nou musical: Bombshell, que tracta la història de Marilyn Monroe. És produït per Elieen Rand (Anjelica Huston), que s'enfronta per primer cop tota sola en una producció, després d'estar en tràmits de divorci del seu marit. Les històries no només tenen lloc darrere de l'escenari, sinó que les dues candidates a protagonista, Ivy Lynn (Megan Hilty) i Karen Cartwright (Katharine McPhee), són les eternes rivals durant tota la trama.

## Personatges

### Personatges principals
- Debra Messing (Julia Houston):[2] Fa el paper de la guionista i lletrista del musical Bomshell. Ha estat nominada diversos cops als premis Tony per Ready Money i Heaven on Earth. Actualment treballa a la segona temporada del segon musical premiat, entre d'altres projectes. Un d'ells és el musical protagonista d'aquesta sèrie, Bomshell. Treballa sempre amb el seu inseparable company Tom Levitt. Està casada i té un fill, però té una relació secreta amb Michael Swift, un actor de Broadway. El personatge està basat en la mateixa creadora de la sèrie, Theresa Rebeck.[3]
- Christian Borle (Tom Levitt):[4] és l'encarregat de la música, els arrengaments i l'orquestració. Ha estat nominat, com Julia Houston, a diversos premis Tony. Juntament amb Houston, és el creador de diversos espectacles de Broadway (Heaven on Earth, Three on a Match, Ready Money i The Door on the Right). No té gaire bona relació amb el director del show, Derek Willis.
- Jack Davenport (Derek Willis):[5] és el director de l'obra musical sobre Marilyn creada pel duet Houston-Levitt. Va ser guanyador de dos premis Olivier i nominat als premis Tony. Té un gran repertori de treballs a Broadway (Chicago, Hairspray, The Full Monty…) I al West End londinenc (Love in Crimea, The Sea Gull…). També ha dirigit diferents especials de la BBC I és professor a la London Academy of Music and Dramatic Art. És una persona que ho fa tot per aconseguir la seva meta. Té una relació amb la Ivy Lynn, però també està interessat per la Karen Cartwright.
- Anjelica Huston (Eileen Rand):[6] és una productora amb més de 25 anys d'experiència, guanyadora de cinc premis Tony, dos premis Drama Desk i dos premis Olivier. Juntament amb el seu marit Jerome Rand ha produït moltes obres, pel·lícules independents i dos mini-series per la cadena HBO. També és professora adjunta del Máster de Belles Arts a la Universitat de Colúmbia. El musical que produeix actualment, Bombshell, és el primer sense el seu marit, ja que estan en procés de divorci, i ell intenta enfonsar-li el projecte tant com pot.
- Katharine McPhee (Karen Cartwright):[7] és una debutant de Broadway. Ha participat a diferents produccions de nivell regional (Hairspray, The Sound of Music i Chicago). També ha participat en series de televisió com Passions i Law & order: SVU. És una de les actrius a tenir en compte pel paper protagonista del musical. És una persona innocent i ingènua, però amb un gran talent.
- Megan Hilty (Ivy Lynn):[8] ha participat en nombroses obres de Broadway (Heaven on Earth, The Door on the Right, Wicked, Hairspray…). També ha treballat a la televisió (Law & order, One life to Live i The Today Show). Al principi treballa a Heaven on Earth. És una de les actrius a tenir en compte pel paper de protagonista del musical, però després és substituïda per la Rebecca Duvall. Durant tota la sèrie està competint amb la Karen per tenir el paper, fins que la porten a nivells més elevats.
- Jeremy Jordan (Jimmy Collins-temporada 2): és un noi que viu a Brooklyn, que s'enamora de la Karen. Amb el seu amic Kyle, volen crear un musical alternatiu. Té un passat fosc, amb molts problemes.
- Andy Mientus (Kyle Bishop- temporada 2): és un noi de Brooklyn que somnia amb escriure per Broadway. És amic de Jimmy.
- Krysta Rodriguez (Ana Vargas- temporada 2): és la companya de pis de la Karen, qui també vol ser una artista.

### Personatges secundaris
- Raza Jaffrey (Dev Sundaram): Va néixer a Wimbledon (Regne Unit), però ha viscut gran part de la seva vida a Queens (Nova York). Va estudiar una llicenciatura de Ciències polítiques a la Universitat d'Oxford, un màster de Comunicacions a la Universitat de Columna i Relacions Internacions i Periodisme a la Universitat de Nova York. El 2010 treballava pel govern de l'alcalde Mike Bloomberg, com a subsecretari de premsa.
- Brian d'Arcy James (Frank Houston): és el marit de la Julia Houston. Va començar la seva carrera a Broadway el 1993 i ha participat en diversos musicals.
- Jaime Cepero (Ellis Tancharoen): és l'assistent del Tom Levitt. Li encanta treballar per ell perquè així pot estar dins del món de l'espectacle i Broadway. Després passa a ser l'ajudant de la Eileen i intenta entrar dins de la producció del musical. Va estudiar al Baruch College i es va graduar amb l'especialitat d'Estudis dels Mitjans.
- Will Chase (Michael Swift): és una estrella del teatre musical, que participa en el musical en construcció de la sèrie. És un antic amant de la Julia Houston.
- Emory Cohen (Leo Houston): fill de la Julia i el Frank Houston.
- Michael Cristofer (Jerry Rand): marit de la Eileen.

### Estrelles invitades
- Uma Thurman (Rebecca Duvall) : representa una actriu de Hollywood que vol ser la protagonista del musical, però, no sap cantar gaire bé. Té un affair amb Derek.[9]
- Nick Jonas (Lyle West): és una estrella infantil que va arribar a la fama gràcies a Tom i Derek. Es converteix en un inversor de Boomshell.[10]
- Bernadette Peters (Leigh Conroy): ex actriu i la mare d'Ivy.

## Desenvolupament

### Equip
La productora encarregada d'aquesta sèrie és Universal Television, associada amb DreamWorks. Theresa Rebeck és la creadora de Smash i l'escriptora del pilot. Pel que fa als productors executius, hi ha un gran nombre: Steven Spielberg, Craig Zadan, Neil Meron, David Marshall Grant, Rebeck, Darryl Frank i Justin Falvey.

### Creació
Va començar el 2009, quan Showtime amb Robert Greenblatt, que era el director de la cadena i Steven Spielberg, que durant anys va tenir aquesta idea al cap. La idea bàsica era crear la història del procés d'un musical de Broadway, des dels seus inicis fins al dia de l'estrena, a més de mostrar les vides personals dels seus integrants. Greenblatt va endur-se el projecte a la NBC, quan ell el van fer president de la cadena americana al gener del 2011.
Per a la producció van pensar en Craig Zadan i Neil Meron, que ja tenien experiència a portar musicals a la televisió (Annie) o al cinema (Chicago, Hairspray). Van ser ells qui van suggerir a Shaiman i Wittman per escriure les cançons. Per altra banda, Theresa Rebeck va ser l'encarregada per escriure el capítol pilot, que també va ser suggerida pels productors. Entre tots, van decidir que el musical de la sèrie fos sobre Marilyn Monroe. La raó d'aquesta elecció és senzilla: Monroe és tan coneguda, ella i la seva història, que no caldria moltes explicacions sobre la historia. Així l'espectador només s'hauria de centrar amb entendre el significat en general i no la subtrama del musical del show.
Finalment, el gener del 2001 la NBC va encarregar la producció del pilot de la sèrie per la següent temporada, dirigit per Michael Mayer. Finalment, la NBC va proposar el 6 de febrer del 2011 com el dia de l'estrena, la nit després de la Super Bowl XLVI, després d'un gran desplegament de promoció a les cadenes sota la propietat de la xarxa de la NBC.

## Banda Sonora
El 9 de juny del 2011, la NBC va anunciar el contracte amb Columbia Records per crear la banda sonora de la Smash, tal com va fer amb la sèrie musical Glee. El contracte inclou les cançons noves com les versions que es farien de cançons ja creades.

### Banda Sonora del musicalBombshell
Acte I
1. Let me be your star – Norma Jean Mortenson
2. “At Your feet” – Gladys, Norma Jean de jove, turistes i habitants de Hollywood
3. Smash! – actrius aspirants
4. “Never Give All the Heart “ – Norma Jeane
5. “The 20th Century Fox Mambo” – Marilyn Monroe i els treballadors dels estudis Twentieth Century Fox
6. “The national pastime” - Marilyn i els Yankees de Nova York
7. “History is Made at night” – Marilyn, Joe Dimaggio
8. “I never met a wolf who didn't love to howl” – Marilyn i treballadors
9. “Mr & Mrs Smith”- Marilyn I Joe DiMaggio
10. “Don't Say Yes Unitl I finish talking” – Darryl F. Zanuck i els executius de l'estudi
11. “On Lexington & 52nd Street” – Joe Dimaggio, Marilyn, reporters, habitants de Nova York
12. “Cut, print… moving on”- Marilyn i els treballadors de l'estudi

Acte II
1. “Public Relations”- Marilyn and Press
2. “Dig deep” – Marilyn, Lee Strasberg i estudiants
3. “Second Hand White Baby Grand” – Marilyn
4. “They just keep moving the line”- Marilyn
5. “Let's be bad” – Marilyn i els integrants de “Some Like it hot”
6. “The Right Regrets” – Arthur Miller
7. “Our Litte secret”- John F. Kennedy i Marilyn
8. “Hang the Moon” - Gladys i Marilyn
9. “Don't forget me” - Marilyn

### Banda Sonora del musicalHit-List
Acte I
1. “Broadway Here I Come (Pre-reprise) - La Diva
2. “rewrite This Story” – Amanda i Jesse
3. “Good for you” - Amanda
4. “Broadway Here I come”- Amanda
5. “The Love I meant to say”- Jesse
6. “Reach for me” – La Diva
7. “Original” – Amanda
8. “The love I meant to say (reprise)” – Amanda (Nina)
9. “Don't let me know” – Manada (Nina)
10. “I'm not sorry – Amanda (Nina) i la Diva
11. “I heard your voice in a dream” – Jesse
12. “Caught in a storm” – Jesse

Acte II
1. “[TBD coming home song ] – La Diva (Sara Smith)
2. “Good for you” – Amanda (Nina)
3. Heart –Shaped Wreckage – Amanda i Jesse
4. “Broadway here I come (reprise)- Amanda
5. “The love I meant to say (reprise)- Jesse
6. “The Goodbye song” – Jesse, Amanda, La Diva i el conjunt

## Capítols
| Capítol | Títol              | Director             | Guionista                        | Data d'emissió        |
| ------- | ------------------ | -------------------- | -------------------------------- | --------------------- |
| 1       | Pilot              | Michael Mayer        | Theresa Rebeck                   | 6 de febrer del 2012  |
| 2       | The Callback       | Michael Mayer        | Theresa Rebeck                   | 13 de febrer del 2012 |
| 3       | Enter Mr, DiMaggio | Michael Mayer        | Theresa Rebeck                   | 20 de febrer del 2012 |
| 4       | The Cost of Art    | Michael Morris       | David Marshall Grant             | 27 de febrer del 2012 |
| 5       | Let's be Bad       | Jamie Babbit         | Julie Rottenberg i Elisa Zurisky | 5 de març del 2012    |
| 6       | Chemistry          | Dan Attias           | Jacquelyn Reingold               | 12 de març del 2012   |
| 7       | The Workshop       | Mimi Leder           | Jason Grote                      | 19 de març del 2012   |
| 8       | The Coup           | Paris Barclay        | Theresa Rebeck                   | 26 de març del 2012   |
| 9       | Hell on Earth      | Paul McGuigan        | Scott Burkhardt                  | 2 d'abril del 2012    |
| 10      | Understudy         | Adam Bernstein       | Jerome Hairston                  | 9 d'abril del 2012    |
| 11      | The Movie Star     | Tricia Brock         | Julie Rottenberg i Elisa Zurisky | 16 d'abril del 2012   |
| 12      | Publicity          | Michael Mayer        | Theresa Rebeck                   | 16 d'abril del 2012   |
| 13      | Tech               | Roxann Dawson        | Jason Grote i Lakshmi Sundaram   | 30 d'abril del 2012   |
| 14      | Previews           | Robert Duncan McNeil | David Marshall Grant             | 7 de maig del 2012    |
| 15      | Bombshell          | Michael Morris       | Theresa Rebeck                   | 14 de maig del 2012   |

| Capítol | Títol                  | Director       | Guionista                         | Data d'emissió        |
| ------- | ---------------------- | -------------- | --------------------------------- | --------------------- |
| 1       | On Broadway            | Michael Morris | Joshua Safran                     | 5 de febrer del 2013  |
| 2       | The Fallout            | Craig Zisk     | Julie Rottenberg & Elisa Zurisky  | 5 de febrer del 2013  |
| 3       | The Dramaturg          | Larry Shaw     | Bryan Goluboff                    | 19 de febrer del 2013 |
| 4       | The Song               | Michael Morris | Bathsheba Doran                   | 26 de febrer del 2013 |
| 5       | The Read-Through       | David Petrarca | Liz Tuccillo                      | 5 de març del 2013    |
| 6       | The fringe             | Dan Lerner     | Julia Brownell                    | 12 de març del 2013   |
| 7       | Musical Chairs         | Casey Nicolaw  | Becky Mode                        | 19 de març del 2013   |
| 8       | The bells and whistles | Craig Zisk     | Noelle Valdivia                   | 26 de març del 2013   |
| 9       | The parents            | Tricia Brock   | Jordon Nardino                    | 2 d'abril del 2013    |
| 10      | The surprise party     | S.J Clarkson   | Julie Rottenberg & Elisa Zurtsky  | 6 d'abril del 2013    |
| 11      | The dress rehearsal    | Mimi Leder     | Julia Brownell                    | 13 d'abril del 2013   |
| 12      | Open night             | Michael Morris | Bathsheba Doran & Noelle Valdivia | 20 d'abril del 2013   |
| 13      | The Producers          | Tricia Brock   | Becky Mode                        | 27 d'abril del 2013   |

## Crítica
El capítol pilot va rebre crítiques positives, cosa que va anar decreixent quan la temporada avançava. Per exemple, Metacritic, que assigna una puntuació fins a 100 depenent de les critiques, va puntuar un 79 a la sèrie, basada en 32 crítiques. Al Huffington Post la van lloar, per exemple Maureen Ryanla va descriure-la com un dels shows més forts de la temporada o Karen Ocamb, va remarcar la creativitat de la sèrie. Los Angeles Times va dir que el show havia estat un triomf, i remarcar que la seva creadora i el seu equip havien “pogut capturar l'ànima del que és un musical a dins de la televisió “. The Hollywood Reporter, de la mà de Tim Goodman, va catalogar el pilot d'excel·lent i superior a Glee.
Per altra banda, els següents capítols van portar critiques menys entusiastes: el Huffington Post va dir que no era allò que esperava després de veure la primera temporada. No havia aconseguit posar la pell de gallina, tal com pretenien els guionistes.

## Cancel·lació
Smash va ser cancel·lat al final de la segona temporada. Tot i que no se sap exactament el perquè, hi ha diferents especulacions: una de la raons pel que es creu haver estat eliminada de la graella és per la mala versemblança amb la realitat: pretenia ser una sèrie realista i hi havia elements que s'allunyaven del que proposaven. Un altre problema va ser la rivalitat de les protagonistes: la Karen tenia estil pop i la Ivy estil semblant a Marilyn Monroe. Durant tota la sèrie, els guionistes ens intenten decantar per la primera. Però, en el fons, no era creïble que triessin a la noia pop per fer un musical abans que a l'altra amb millor talent per aquest àmbit. També, un element clau va ser el canvi de guionista, Theresa Rebeck. Ella treballa a Broadway, però va ser reemplaçada a la segona temporada per Joshua Safran (Gossip Girl), que va barrejar personatges, crear-ne de nous i va deixar de banda el personatge de la Julia (A qui Rebeck considerava com el seu reflex a la vida real).
Altres van dir que hi havia massa històries en una sola sèrie, sense moments per respirar. A la segona temporada, aquesta barreja ja era massa gran. Finalment, el canvi de direcció pop a la segona temporada va deixar molt a desitjar a l'audiència.